# 텔샤이구

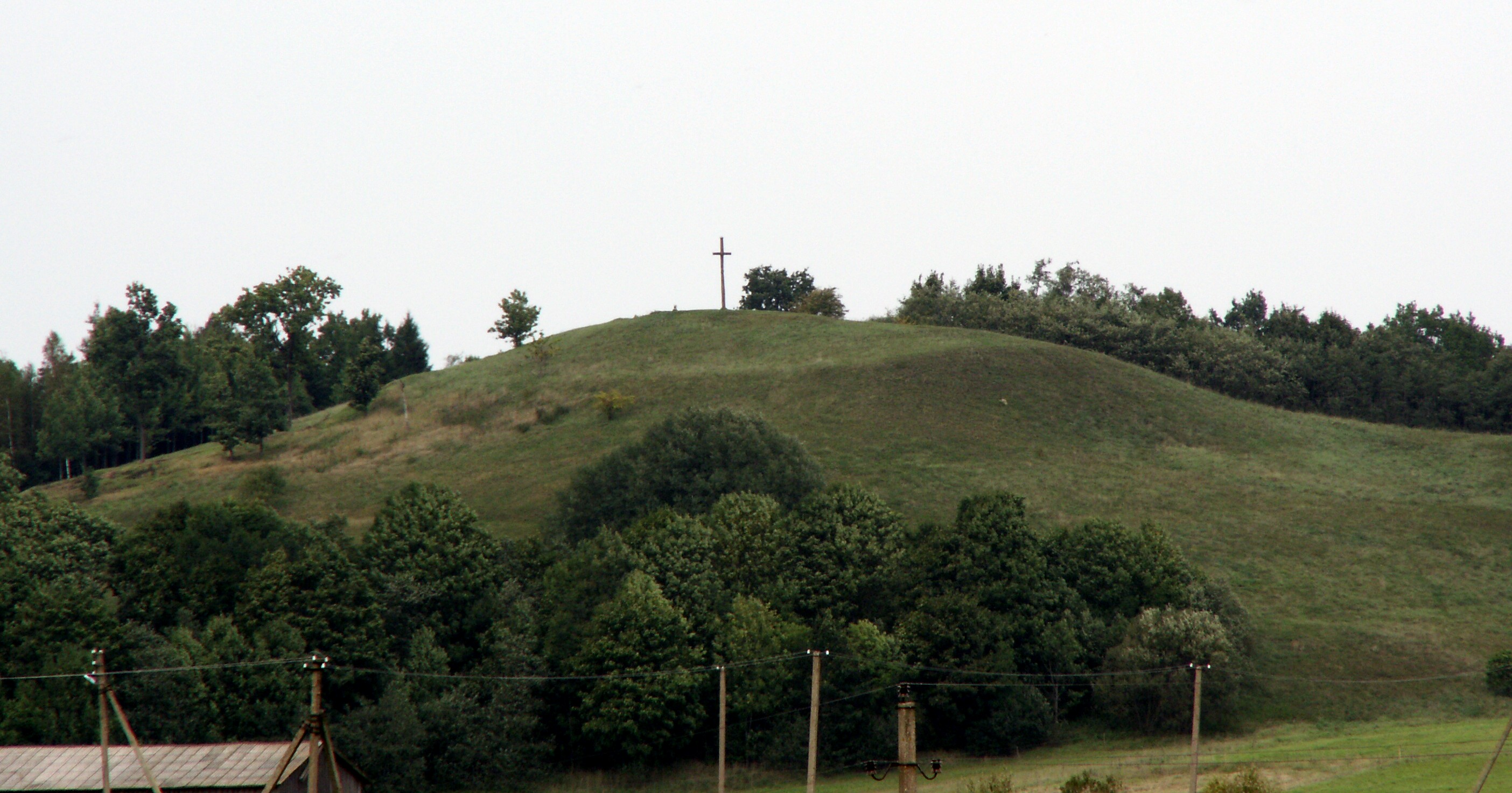
텔샤이구에 위치한 부르비슈캬이 고분 유적

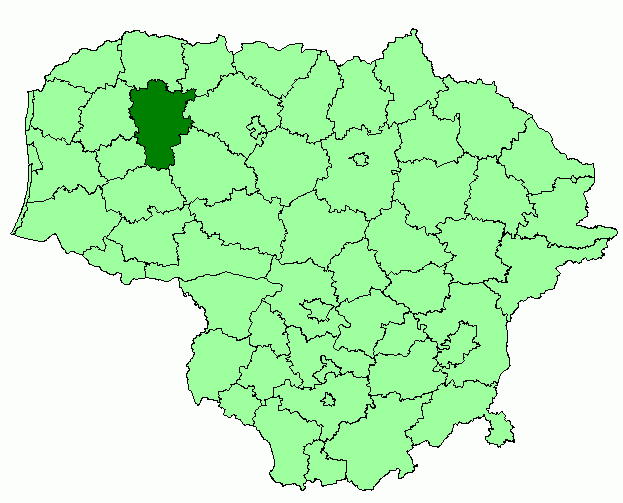
텔샤이구의 위치

텔샤이구(리투아니아어: Telšių rajono savivaldybė)는 리투아니아 텔샤이주를 구성하는 4개 지방 자치체 가운데 하나로 행정 중심지는 텔샤이이며 면적은 1,439km2, 인구는 43,922명(2015년 기준), 인구 밀도는 30.5명/km2이다. 11개 장로구를 관할한다. 텔샤이주 마제이캬이구, 플룽게구, 리에타바스시, 타우라게주 실랄레구, 샤울랴이주 켈메구, 샤울랴이구, 아크메네구와 접한다.

지방 자치체 문장